# Valerij Viktorovics Borcsin
Valerij Viktorovics Borcsin (oroszul: Валерий Викторович Борчин; Povogyimovo, Mordvinföld, 1986. szeptember 11. –) olimpiai bajnok orosz atléta, hosszútávgyalogló.

## Pályafutása
A 2006-os göteborgi Európa-bajnokságon 1:20:00-es eredménnyel a második helyen ért célba 20 km-es gyaloglásban.
Az orosz bajnokságot eddig három alkalommal nyerte meg: 2006-ban, 2008-ban és 2009-ben.
A 2008-as olimpia 20 km-es gyalogló számát 2 másodperccel elmaradva az olimpiai csúcstól, 1:19:01-es eredménnyel nyerte meg.